# Wohn- und Geschäftshaus Mühlendamm 6
Das Wohn- und Geschäftshaus Mühlendamm 6 in Syke stammt vom Anfang des 19. Jahrhunderts.
Das villenartige Gebäude steht unter Denkmalschutz.

## Geschichte
Das zweigeschossige historisierende verputzte Gebäude mit dem Gesims als Konsolenfries unter einem Walmdach sowie zwei seitlichen Risaliten wurde um 1900 im Stil des Neoklassizismus als Villa errichtet.

Kriegszerstörungen wurden nach 1945 durch umfangreiche aber vereinfachende Sanierungen behoben und zudem ein Laden eingebaut.
Das 2003 sanierte Gebäude vor dem Mühlenteich wird zum Wohnen und durch Dienstleister (Sparkasse) genutzt, u. a. früher auch durch eine Drogerie.